# Leucania nigropuncta
Leucania nigropuncta là một loài bướm đêm trong họ Noctuidae.